# Nephargynnis tayalina
Nephargynnis tayalina är en fjärilsart som beskrevs av Siuiti Murayama och Shimonoya 1968. Nephargynnis tayalina ingår i släktet Nephargynnis och familjen praktfjärilar. Inga underarter finns listade i Catalogue of Life.